# Bentley 3 Litre
O Bentley 3 Litre foi um chassi de carro fabricado pela Bentley. O primeiro da empresa, foi desenvolvido em 1919 e disponibilizado às encarroçadoras de 1921 a 1929. O Bentley era muito maior que os Bugattis de 1368 cc que dominavam as corridas na época, mas o dobro do tamanho do motor e da potência compensavam o peso extra. O carro de 1800 kg venceu as 24 Horas de Le Mans em 1924, com os pilotos John Duff e 
Frank Clement, e novamente em 1927, desta vez na versão Super Sports, com os pilotos S. C. H. "Sammy" Davis e Dudley Benjafield. Seu peso, tamanho e velocidade levaram Ettore Bugatti a chamá-lo de "o caminhão mais rápido do mundo", o que foi considerado um elogio. Construído em 3 variantes principais: os modelos Blue Label e Red Label Speed, todos com garantia de 5 anos, e os cobiçados e raros carros Green Label de 160 km/h, que tinham garantia de apenas 12 meses, refletindo o alto nível de acabamento.

## Carroceria

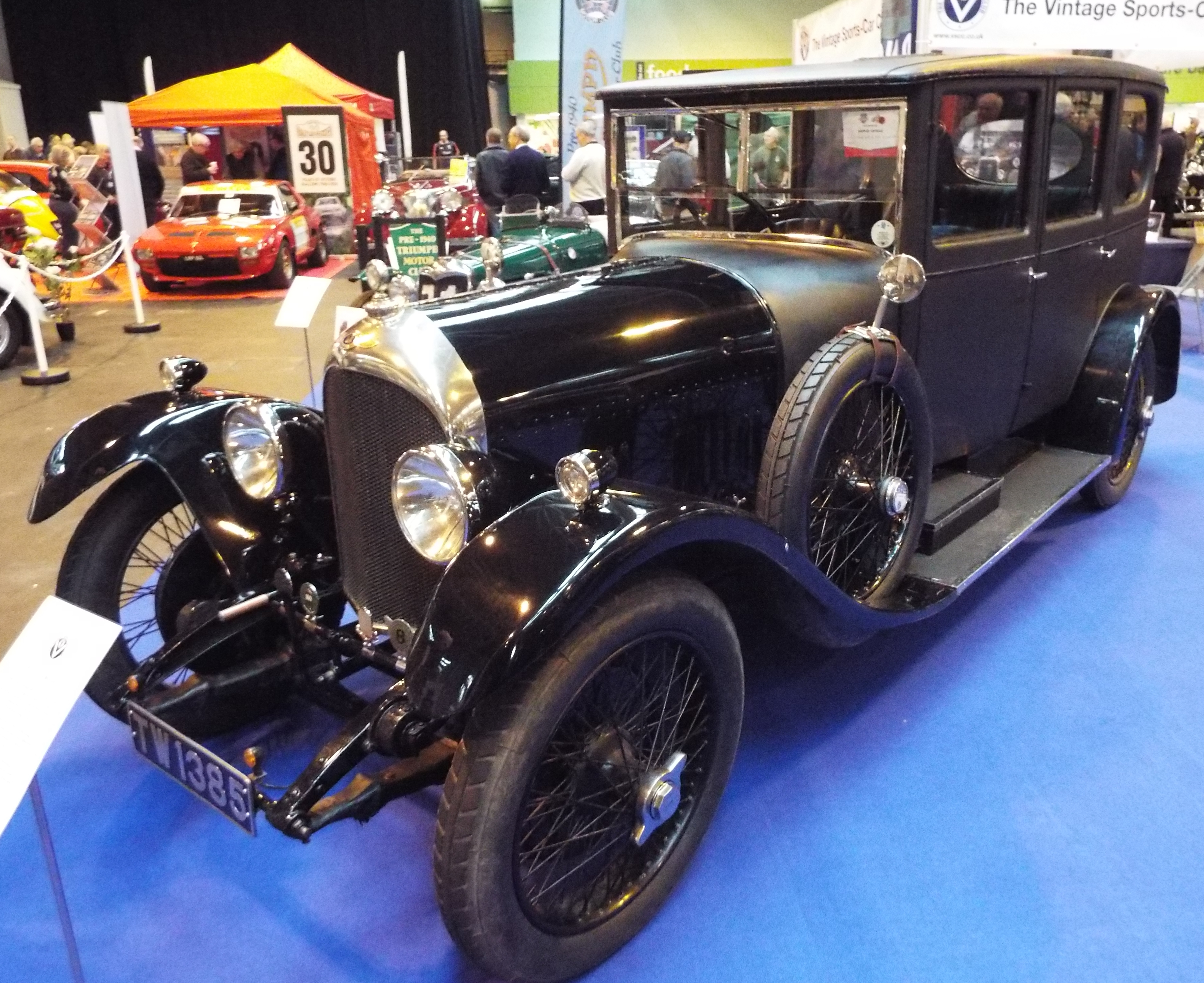
Raro sedã original, um Weymann pela Gurney Nutting 1926
Poucas carrocerias de limusine ou sedã não foram substituídas por novas carrocerias de corrida ou turismo

O 3 Litre era entregue como um chassi de corrida para a encarroçadora escolhida pelo comprador. A Bentley indicava muitos clientes para a sua vizinha Vanden Plas para carrocerias. Os revendedores podiam encomendar uma pequena tiragem de carrocerias idênticas, com seu próprio design exclusivo, para economizar custos. A maioria das carrocerias era do tipo mais simples e barato, os carros de turismo, mas como tudo era feito sob medida ou com carroceria "personalizada", havia muitas variações. Entre os clientes estavam o Príncipe George, Duque de Kent; Gertrude Lawrence e Beatrice Lillie.

## Engenharia

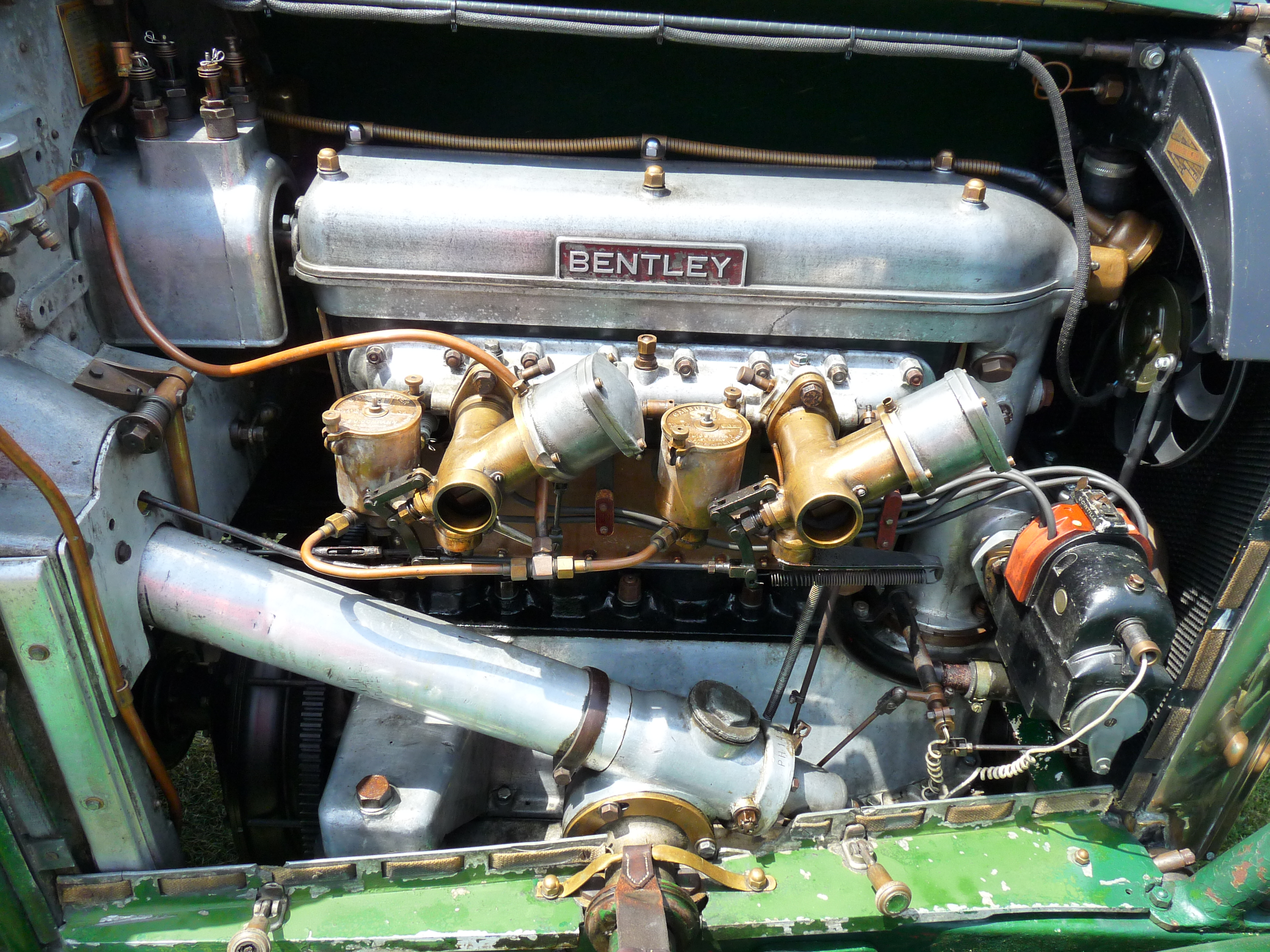
Motor do Red Label

O motor de 3,0 L (2.996 cc) de quatro cilindros em linha foi projetado pelo ex-engenheiro do Real Corpo Aéreo, Clive Gallop, e era tecnicamente muito avançado para a época. Foi um dos primeiros motores de carro de produção com 4 válvulas por cilindro, lubrificação por cárter seco e eixo de comando de válvulas no cabeçote. O projeto do SOHC Hemi de quatro válvulas, com transmissão por eixo de engrenagem cônica para o eixo de comando, foi baseado no motor de corrida Mercedes Daimler M93654 de 1914, anterior à Primeira Guerra Mundial. Pouco antes do início da guerra, a Mercedes havia colocado um dos carros vencedores do Grand Prix em seu showroom londrino em Long Acre. Por sugestão de W.O. Bentley, então comissionado no Real Serviço Aeronaval, o veículo foi confiscado em 1915 pelo exército britânico, desmontado na Rolls-Royce e submetido a escrutínio. Uma diferença notável tanto para o motor Mercedes quanto para o aeronáutico era o design monobloco em ferro fundido e o eixo de comando de válvulas totalmente fechado em alumínio, o que contribuía significativamente para sua durabilidade. No entanto, ter o cabeçote e o bloco de válvulas em uma única peça tornava a fundição e a usinagem complexas e trabalhosas. Essa era uma característica compartilhada naquela época pelos Bugattis, com os quais o carro mais tarde competiria. O motor também estava entre os primeiros com duas velas de ignição por cilindro, câmaras de combustão com teto inclinado e dois carburadores. Era extremamente quadrado, otimizado para torque em baixas rotações, com um diâmetro interno de 80 mm e um curso de 149 mm.
A potência sem regulagem era de cerca de 70 hp, permitindo que o 3 Litre atingisse 129 km/h. O Speed Model podia atingir 145 km/h; o Super Sports, ultrapassava 161 km/h.
Foi instalada uma caixa de câmbio de quatro velocidades.
O chassi de um Humber foi projetado por Frederick Tasker Burgess (1879-1929), ex-projetista-chefe da Humber, que havia trabalhado com W.O. durante a guerra, produzindo os motores aeronáuticos BR1 e BR2.
A Bentley não entregou veículos completos, mas — como era costume — forneceu apenas chassis.
Somente as rodas traseiras tinham freios até 1924, quando os freios nas quatro rodas foram introduzidos.

## Variantes

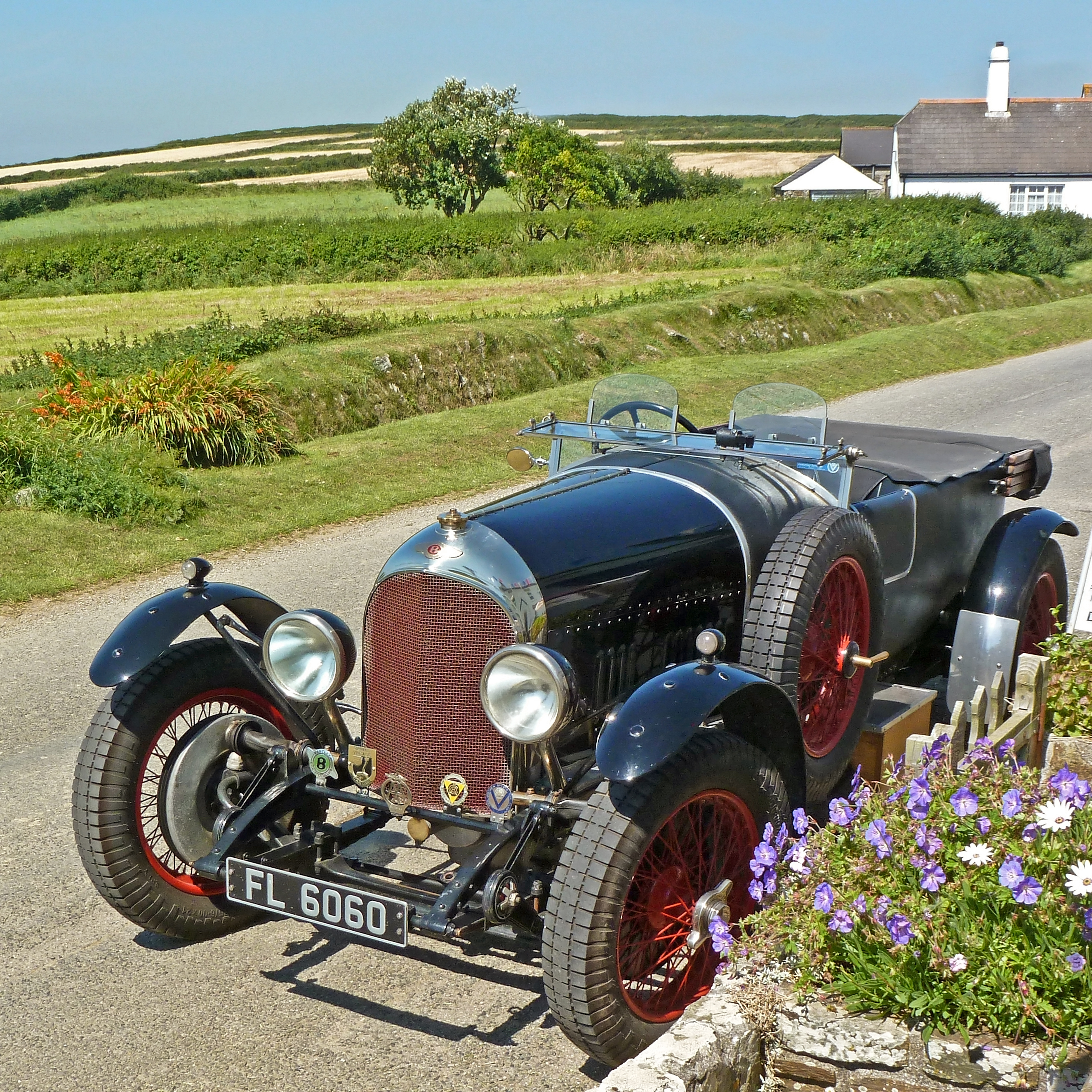
Carro de turismo Red Label Speed de 4 lugares 1927

Havia três variantes principais do 3 Litre, conhecidas pelas cores comumente usadas no emblema do radiador. Havia uma regra específica que controlava as cores do emblema, mas, surpreendentemente, desde então foi estabelecido que, em "circunstâncias especiais", a fábrica de fato fornecia uma cor "errada".

### Blue Label
Este foi o modelo padrão com distância entre eixos de 2.984 mm de 1921 a 1929 ou distância entre eixos longa de 3.302 mm de 1923 a 1929.

### Red Label
Este modelo usava um motor de alta compressão de 5,3:1 no chassi com distância entre eixos de 2.984 mm e foi fabricado entre 1924 e 1929.

### Green Label
Produzido entre 1924 e 1929, este era o modelo de alto desempenho com taxa de compressão de 6,3:1 e chassi com distância entre eixos curta de 2.743 mm. O desempenho de 160 km/h era garantido.

## Produção

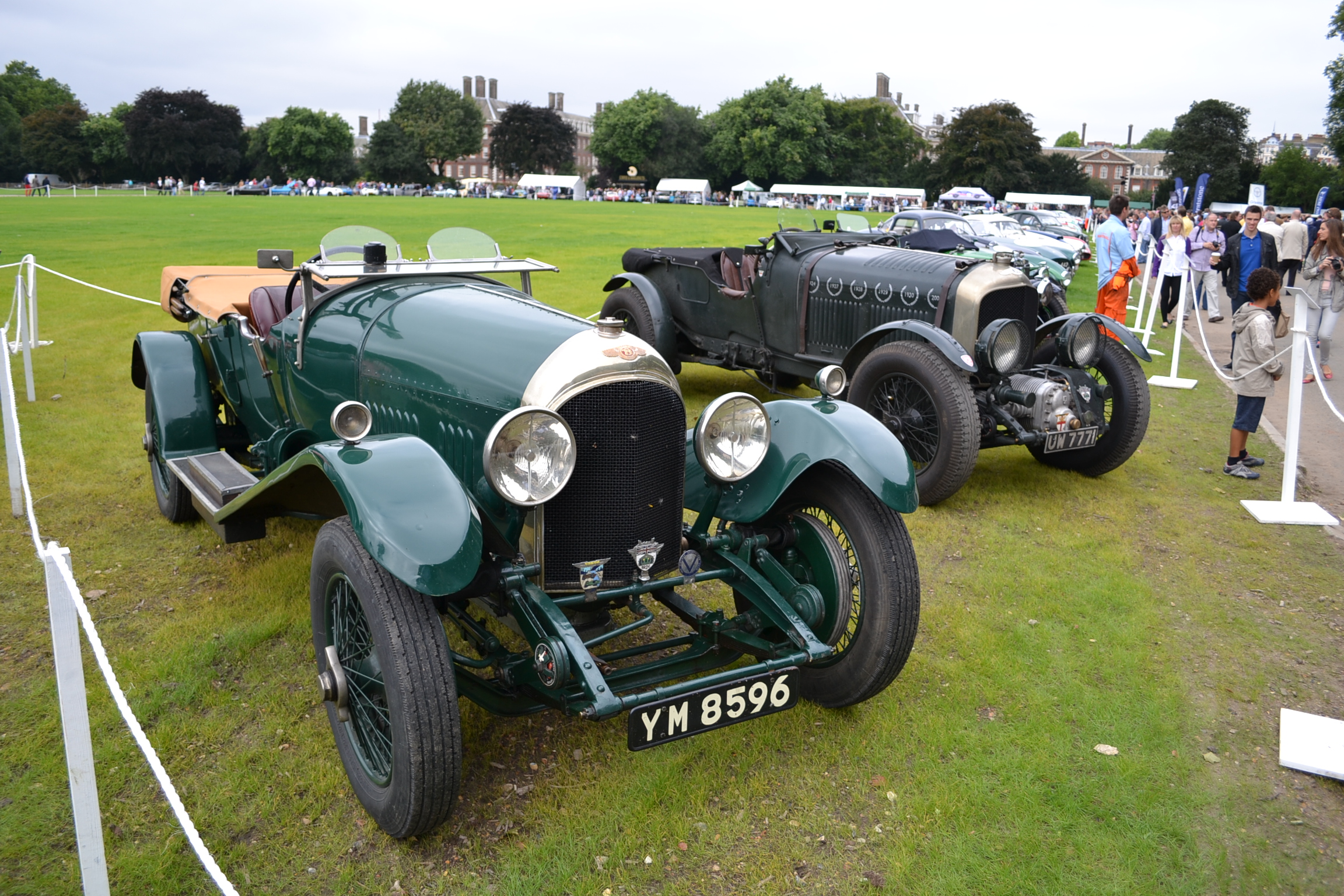
Red Label Speed de 2 lugares pela H J Mulliner 1926

O chassi do 3 Litre foi exibido no Salão do Automóvel de Londres de 1919, mas o motor ainda não estava pronto. Foram necessários dois anos para que o motor fosse concluído, com a primeira entrega ao cliente em setembro de 1921. A produção durou até 1929, quando o carro já havia sido superado pelo modelo 4.5 Litre da Bentley.
- Experimental: 3
- 3 Litre: 1088
- Speed Model: 513
- Super Sports: 18

## Sobreviventes

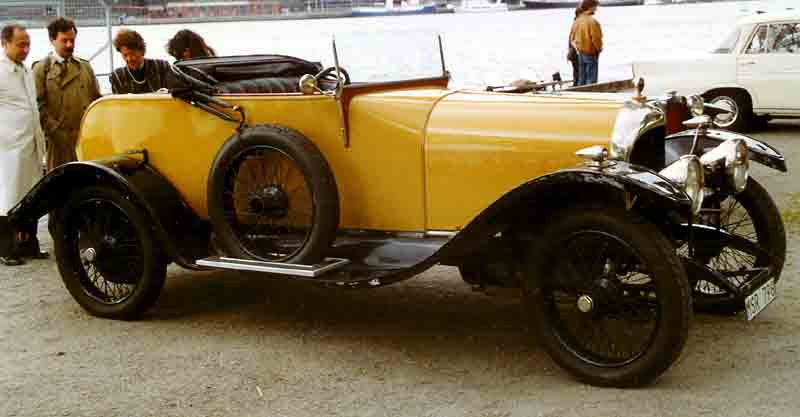
Blue Label nº 19 entregue em dezembro de 1921

O Bentley mais antigo sobrevivente é o 3 Litre com chassi número 3. O primeiro Bentley vendido foi entregue ao seu proprietário original em 1921. Carroceria da encarroçadora britânica R. Harrison & Son, o chassi número 3 tem motor número 4 e registro britânico AX 3827. Em 2011, foi vendido em leilão por US$ 962.500, incluindo ágio do comprador.
Um 3 Litre Speed Model (Red Label) 1927 original, sem restauração, com chassi nº 1209 DE, faz parte do acervo permanente do Museu Automotivo da Fundação Simeone, na Filadélfia, Pensilvânia, EUA. O carro mantém todos os seus componentes originais e é o único Bentley a competir em corridas de rua antes da guerra nos EUA.
Um 3 Litre 1924 está em exposição no Museu do Automóvel de Shepparton, em Shepparton, Vitória, Austrália, desde julho de 2019.